# Kontrolleinheit Flughafen Überwachung
Die Kontrolleinheit Flughafen Überwachung wird in Deutschland nach lokalem Erfordernis eines Hauptzollamtsbezirkes eingerichtet.
Das Hauptzollamt Frankfurt am Main besitzt hierbei eine Sonderstellung. Aufgrund der Größe des Flughafens wurden dort 1995 die Aufgaben der Überwachungsggruppe ausschließlich auf die Bekämpfung der Betäubungsmittel- und Waffenkriminalität und der Terrorbekämpfung beschränkt. Die sonstigen Aufgaben wurden in die „Kontrolleinheit Flughafen-Vorfeld“ (allgemein als „Vorfeld“ bezeichnet) überführt.
Diese Einheit stellt, da sie in den Bezirken der angrenzenden Hauptzollämter die einzige 24 Stunden verfügbare vollmobile Einheit ist, auch eine wichtige Personalreserve für unverzügliche Maßnahmen der Zollfahndung und der Finanzkontrolle Schwarzarbeit dar. Insbesondere bei Durchsuchungen bei Gefahr in Verzug wird auf Personal der Kontrolleinheit Vorfeld zurückgegriffen. Bis zum Jahr 2024 war die Kontrolleinheit Vorfeld die einzige Binnenzolleinheit, welche mit der Maschinenpistole MP5 ausgestattet war.

## Aufgaben
- Bekämpfung des Rauschgift-, Waffen- und Sprengstoffschmuggels sowie des internationalen Terrorismus (ohne Geldwäsche) durch verdeckte oder offene taktische und strafprozessuale Maßnahmen (Kontrollen von Fracht-, Post- und Kuriersendungen, sowie des mitgeführten oder aufgegebenen Gepäcks zur Überwachung bestehender Ein- oder Ausfuhrverbote, Ein- und Ausreiseüberwachungen, Observationen, Dokumentationen, Sicherstellungen und Beschlagnahmen von Beweismitteln usw.)

- Die Grenzaufsicht einschließlich der Kontrolle von Personen, die den Flughafenbereich außerhalb allgemein zugelassener Stellen verlassen, im Hinblick auf die von ihnen mitgeführten Waren

- Nachkontrollen von Reisenden, einschließlich der Überwachung des grenzüberschreitenden Bargeldverkehrs zu Verhinderung und Verfolgung der Geldwäsche, im gesamten Flughafenbereich.

- Kontrollen und Abfertigungen an den Crew-Kontrollstellen (z. B. General Aviation Terminal)

- vorfeldseitige Abfertigung und Überwachungen (z. B. Ausfuhrüberwachungen)

- die Überwachung von Zollflugplätzen und Grenzaufsicht unterworfenen Gebieten

- die Kontrolle der in den Flughafen einfahrenden Züge (z. B. ICE aus Amsterdam), insbesondere zur Sicherung der gemeinschaftlichen- und nationalen Vorschriften über die Verbote und Beschränkungen (Rauschgift, Waffen o. ä.)

- der Betrieb der Sprechfunkzentrale als zentrale Kommunikations-, Datenbankabfrage- und Einsatzleitstelle, sowie als zentrale Stelle für alle per Telefon, Fax, E-Mail, Funk oder auf andere Weise eingehenden Unterstützungs-, Amtshilfe- oder sonstiger Ersuchen in Betracht kommender Stellen (ZKA, Zollfahndungsämter, BKA, LKÄ, Landes- oder Bundespolizeidienststellen, Verfassungsschutz, Bundesnachrichtendienst usw.)

## Personal und Ausrüstung
Beamte dieser Einheit sind uniformiert oder zivil im Dienst. Sie verfügen über eine Vielzahl von Streifenwagen, teilweise mit Büroausstattungen, damit ein Handeln vor Ort und zugleich dienststellenunabhängig, möglich ist.